# ЕСР (округ)
ЕСР ([йе-эс-эр], телугу వైఎస్ఆర్ జిల్లా IAST: Vaj-es-ār, англ. Y.S.R. [waı.es.aːr]; ранее назывался Када́па, телугу కడప జిల్లా IAST: kaḍapa; урду کڈپہ ضلع‎; англ. Kadapa, и Кудда́па, англ. Cuddapah) — округ в южной части индийского штата Андхра-Прадеш. Административный центр — город Кадапа.

## История
Образован в 1808 году. 8 июля 2010 года Правительство штата Андхра-Прадеш переименовало округ в ЕСР (Y.S.R.) в честь Едугури Сандинти Раджашекхара Редди (англ. Yeduguri Sandinti Rajasekhara Reddy), известного уроженца этого округа, погибшего в 2009 году.

## География
Площадь округа — 15 359 км².

## Демография
По данным всеиндийской переписи 2001 года население округа составляло 2 601 797 человек, по данным переписи 2011 года — 2 884 524 чел. Уровень грамотности взрослого населения в 2001 году составлял 62,8 %, что немного выше среднеиндийского уровня (59,5 %). Доля городского населения составляла 22,6 %.